# Ел Пуеблито (Корехидора)
Ел Пуеблито (шп. El Pueblito) насеље је у Мексику у савезној држави Керетаро у општини Корехидора. Насеље се налази на надморској висини од 1816 м.

## Становништво
Према подацима из 2010. године у насељу је живело 71254 становника.

### Хронологија
| Година       | 2000                  | 2005                  | 2010                  |
| ------------ | --------------------- | --------------------- | --------------------- |
| Становништво | 38667 (18593 / 20074) | 44305 (21427 / 22878) | 71254 (34262 / 36992) |

### Попис
| \| \| м \| \| \| ж \| \| 0—2 \| 1.805 \| \| \| 1.728 \| \| 3—5 \| 1.896 \| \| \| 1.882 \| \| 6—11 \| 3.997 \| \| \| 3.788 \| \| 12—14 \| 1.839 \| \| \| 1.828 \| \| 15—17 \| 1.810 \| \| \| 1.878 \| \| 18—24 \| 3.786 \| \| \| 3.939 \| \| 60+ \| 2.505 \| \| \| 3.136 \| \| Просек : \| 29,9 \| \| \| 31,3 \| |       |  |  |       |
| |       |  |  |       |
| | м     |  |  | ж     |
| 0—2 | 1.805 |  |  | 1.728 |
| 3—5 | 1.896 |  |  | 1.882 |
| 6—11 | 3.997 |  |  | 3.788 |
| 12—14 | 1.839 |  |  | 1.828 |
| 15—17 | 1.810 |  |  | 1.878 |
| 18—24 | 3.786 |  |  | 3.939 |
| 60+ | 2.505 |  |  | 3.136 |
| Просек : | 29,9  |  |  | 31,3  |

| #   | Индикатор                                                                                        | Вредност |
| --- | ------------------------------------------------------------------------------------------------ | -------- |
| 1   | Становништво од 0 до 2 године                                                                    | 3533     |
| 2   | Мушко становништво од 0 до 2 године                                                              | 1805     |
| 3   | Женско становништво од 0 до 2 године                                                             | 1728     |
| 4   | Становништво са 3 и више година                                                                  | 67060    |
| 5   | Мушко становништво са 3 и више година                                                            | 32129    |
| 6   | Женско становништво са 3 и више година                                                           | 34931    |
| 7   | Становништво са 5 и више година                                                                  | 64509    |
| 8   | Мушко становништво са 5 и више година                                                            | 30857    |
| 9   | Женско становништво са 5 и више година                                                           | 33652    |
| 10  | Становништво са 12 и више година                                                                 | 55497    |
| 11  | Мушко становништво са 12 и више година                                                           | 26236    |
| 12  | Женско становништво са 12 и више година                                                          | 29261    |
| 13  | Становништво са 15 и више година                                                                 | 51830    |
| 14  | Мушко становништво са 15 и више година                                                           | 24397    |
| 15  | Женско становништво са 15 и више година                                                          | 27433    |
| 16  | Становништво са 18 и више година                                                                 | 48142    |
| 17  | Мушко становништво са 18 и више година                                                           | 22587    |
| 18  | Женско становништво са 18 и више година                                                          | 25555    |
| 19  | Становништво од 3 до 5 година                                                                    | 3778     |
| 20  | Мушко становништво од 3 до 5 година                                                              | 1896     |
| 21  | Женско становништво од 3 до 5 година                                                             | 1882     |
| 22  | Становништво од 6 до 11 година                                                                   | 7785     |
| 23  | Мушко становништво од 6 до 11 година                                                             | 3997     |
| 24  | Женско становништво од 6 до 11 година                                                            | 3788     |
| 25  | Становништво од 8 до 14 година                                                                   | 8833     |
| 26  | Мушко становништво од 8 до 14 година                                                             | 4528     |
| 27  | Женско становништво од 8 до 14 година                                                            | 4305     |
| 28  | Становништво од 12 до 14 година                                                                  | 3667     |
| 29  | Мушко становништво од 12 до 14 година                                                            | 1839     |
| 30  | Женско становништво од 12 до 14 година                                                           | 1828     |
| 31  | Становништво од 15 до 17 година                                                                  | 3688     |
| 32  | Мушко становништво од 15 до 17 година                                                            | 1810     |
| 33  | Женско становништво од 15 до 17 година                                                           | 1878     |
| 34  | Становништво од 18 до 24 године                                                                  | 7725     |
| 35  | Мушко становништво од 18 до 24 године                                                            | 3786     |
| 36  | Женско становништво од 18 до 24 године                                                           | 3939     |
| 37  | Женско становништво од 15 до 49 година                                                           | 21286    |
| 38  | Становништво са 60 и више година                                                                 | 5641     |
| 39  | Мушко становништво са 60 и више година                                                           | 2505     |
| 40  | Женско становништво са 60 и више година                                                          | 3136     |
| 41  | Однос између мушкараца и жена                                                                    | 92.62    |
| 42  | Становништво од нуле до 14 година                                                                | 18763    |
| 43  | Становништво од 15 до 64 године                                                                  | 48089    |
| 44  | Становништво од 65 година и више                                                                 | 3741     |
| 45  | Просечан број деце                                                                               | 1.77     |
| 46  | Становништво рођено у ентитету                                                                   | 36948    |
| 47  | Мушко становништво рођено у ентитету                                                             | 17954    |
| 48  | Женско становништво рођено у ентитету                                                            | 18994    |
| 49  | Становништво рођено у другом ентитету                                                            | 32649    |
| 50  | Мушко становништво рођено у другом ентитету                                                      | 15500    |
| 51  | Женско становништво рођено у другом ентитету                                                     | 17149    |
| 52  | Становништво од 5 година и више резидентно у ентитету у јуну 2005. године                        | 54422    |
| 53  | Мушко становништво старосног доба од 5 година и више, резидентно у ентитету у јуну 2005. године  | 26077    |
| 54  | Женско становништво старосног доба од 5 и више година, резидентно у ентитету у јуну 2005. године | 28345    |
| 55  | Становништво од 5 година и више које је живело у другом ентитету у јуну 2005. године             | 9163     |
| 56  | Мушко становништво старије од 5 година које је живело у другом ентитету у јуну 2005. године      | 4292     |
| 57  | Женско становништво старије од 5 година које је живело у другом ентитету у јуну 2005. године     | 4871     |
| 58  | Становништво од 3 године и више које говори аутохтони језик                                      | 250      |
| 59  | Мушко становништво старо 3 године и више које говори аутохтони језик                             | 112      |
| 60  | Женско становништво старо 3 године и више које говори аутохтони језик                            | 138      |
| 61  | Становништво од 3 године и више које говори аутохтони језик и не говори шпански језик            | 0        |
| 62  | Мушко становништво старо 3 године и више које говори аутохтони језик и не говори шпански         | 0        |
| 63  | Женско становништво старо 3 године и више које говори аутохтони језик и не говори шпански језик  | 0        |
| 64  | Становништво старо 3 године и више које говори аутохтони језик и шпански                         | 153      |
| 65  | Мушко становништво старо 3 године и више које говори аутохтони језик и шпански                   | 66       |
| 66  | Женско становништво старо 3 године и више које говори аутохтони језик и шпански                  | 87       |
| 67  | Становништво од 5 година и више које говори аутохтони језик                                      | 244      |
| 68  | Становништво од 5 година и више које говори аутохтони језик и не говори шпански језик            | 0        |
| 69  | Становништво од 5 година и више које говори аутохтони језик и говори шпански језик               | 153      |
| 70  | Становништво у домородачким домаћинствима                                                        | 531      |
| 71  | Становништво са ограничењима у активностима                                                      | 1469     |
| 72  | Становништво са ограниченим ходањем или кретањем, горе или доле                                  | 826      |
| 73  | Становници са ограничењима вида, чак и уз кориштење сочива                                       | 304      |
| 74  | Становништво са ограничењима говора, комуникације или конверзације                               | 166      |
| 75  | Становништво са ограниченим слухом                                                               | 172      |
| 76  | Становништво са ограничењима при одевању, купању или јелу                                        | 127      |
| 77  | Становништво са ограничењима у опажању или учењу једноставних ствари                             | 103      |
| 78  | Становништво са менталним ограничењима                                                           | 267      |
| 79  | Становништво без ограничења активности                                                           | 68788    |
| 80  | Становништво од 3 до 5 година које не похађа школу                                               | 1029     |
| 81  | Мушко становништво од 3 до 5 година које не похађа школу                                         | 526      |
| 82  | Женско становништво од 3 до 5 година које не похађа школу                                        | 503      |
| 83  | Становништво од 6 до 11 година које не похађа школу                                              | 110      |
| 84  | Мушко становништво од 6 до 11 година које не похађа школу                                        | 57       |
| 85  | Женско становништво од 6 до 11 година које не похађа школу                                       | 53       |
| 86  | Становништво од 12 до 14 година које не похађа школу                                             | 115      |
| 87  | Мушко становништво од 12 до 14 година које не похађа школу                                       | 63       |
| 88  | Женско становништво од 12 до 14 година које не похађа школу                                      | 52       |
| 89  | Становништво од 15 до 17 година похађа школу                                                     | 3130     |
| 90  | Мушко становништво од 15 до 17 година похађа школу                                               | 1516     |
| 91  | Женско становништво између 15 и 17 година живота у школи                                         | 1614     |
| 92  | Становништво од 18 до 24 године похађа школу                                                     | 3598     |
| 93  | Мушко становништво од 18 до 24 године похађа школу                                               | 1836     |
| 94  | Женско становништво од 18 до 24 године похађа школу                                              | 1762     |
| 95  | Становништво од 8 до 14 година које не може да чита и пише                                       | 151      |
| 96  | Мушко становништво старосног доба од 8 до 14 година које не може да чита и пише                  | 79       |
| 97  | Женско становништво старосног доби од 8 до 14 година које не може да чита и пише                 | 72       |
| 98  | Становништво од 15 година и више које је неписмено                                               | 1027     |
| 99  | Мушко становништво од 15 година и више које је неписмено                                         | 349      |
| 100 | Женско становништво од 15 година и више које је неписмено                                        | 678      |
| 101 | Становништво старо 15 и више година без школовања                                                | 1565     |
| 102 | Мушко становништво старо 15 и више година без школовања                                          | 593      |
| 103 | Женско становништво старо 15 и више година без школовања                                         | 972      |
| 104 | Становништво старосног доба 15 и више година са непотпуним основним образовањем                  | 1801     |
| 105 | Мушко становништво старосног доба од 15 година и више са непотпуном основним образовањем         | 741      |
| 106 | Женско становништво старосног доба 15 и више година са непотпуном основним образовањем           | 1060     |
| 107 | Становништво старо 15 и више година са комплетним основним образовањем                           | 4034     |
| 108 | Мушко становништво старо 15 година и више са комплетним основним образовањем                     | 1725     |
| 109 | Женско становништво старо 15 и више година са комплетним основним образовањем                    | 2309     |
| 110 | Становништво старосног доба 15 и више година са непотпуним средњим образовањем                   | 1641     |
| 111 | Мушко становништво старосног доба од 15 година и више са непотпуним средњим образовањем          | 908      |
| 112 | Женско становништво старосног доба од 15 година и више са непотпуним средњим образовањем         | 733      |
| 113 | Становништво старо 15 и више година са пуним секундарном образовањем                             | 8117     |
| 114 | Мушко становништво старосног доба од 15 година и више са пуним секундарном образовањем           | 3935     |
| 115 | Женско становништво старосног доба од 15 година и више са пуним секундарном образовањем          | 4182     |
| 116 | Становништво старије од 18 година са постосновним образовањем                                    | 32541    |
| 117 | Мушко становништво старије од 18 година са постосновним образовањем                              | 15649    |
| 118 | Женско становништво старије од 18 година са постосновним образовањем                             | 16892    |
| 119 | Просечна оцена школовања                                                                         | 11.9     |
| 120 | Просечан ниво образовања мушке популације                                                        | 12.2     |
| 121 | Просечан ниво образовања женског становништва                                                    | 11.64    |
| 122 | Економски активно становништво                                                                   | 32904    |
| 123 | Економски активна мушка популација                                                               | 19110    |
| 124 | Економски активна женска популација                                                              | 13794    |
| 125 | Становништво које није економски активно                                                         | 22412    |
| 126 | Мушко становништво које није економски активно                                                   | 7015     |
| 127 | Женско становништво које није економски активно                                                  | 15397    |
| 128 | Запослено становништво                                                                           | 31501    |
| 129 | Запослено мушко становништво                                                                     | 18199    |
| 130 | Запослено женско становништво                                                                    | 13302    |
| 131 | Незапослена популација                                                                           | 1403     |
| 132 | Незапослена мушка популација                                                                     | 911      |
| 133 | Незапослена женска популација                                                                    | 492      |
| 134 | Становништво без права на здравствене услуге                                                     | 17886    |
| 135 | Становништво које има право на здравствене услуге                                                | 52529    |
| 136 | Становништво које има право на ИМСС                                                              | 38268    |
| 137 | Становништво које има право на социјално осигурање                                               | 4142     |
| 138 | Становништво које има право на државно социјално осигурање                                       | 127      |
| 139 | Становништво које има право на опште осигурање или здравствено осигурање за нову генерацију      | 4929     |
| 140 | Становништво које је било једном или није било у браку током 12 година и више                    | 19764    |
| 141 | Венчано или уједињено становништво од 12 година и више                                           | 31071    |
| 142 | Становништво које је било у браку или уједињено 12 година и више                                 | 4527     |
| 143 | Становништво са католичком религијом                                                             | 62952    |
| 144 | Протестанти, еванђелисти и библијски следбеници различити од еванђелиста                         | 4294     |
| 145 | Становништво са другим религијама различитим од претходних                                       | 133      |
| 146 | Становништво без религије                                                                        | 2488     |
| 147 | Укупно пописаних домаћинства                                                                     | 19147    |
| 148 | Пописна домаћинства на челу са мушкарцима                                                        | 14646    |
| 149 | Пописна домаћинства на челу са женама                                                            | 4501     |
| 150 | Становништво у пописним домаћинствима                                                            | 70346    |
| 151 | Становништво у пописним домаћинствима на челу са мушкарцима                                      | 56414    |
| 152 | Становништво у пописним домаћинствима на челу са женама                                          | 13932    |
| 153 | Укупно домаћинстава                                                                              | 24927    |
| 154 | Укупно насељених домаћинстава                                                                    | 19373    |
| 155 | Укупно приватних кућа                                                                            | 24701    |
| 156 | Насељени приватни домови                                                                         | 19147    |
| 157 | Укупно насељених приватних кућа                                                                  | 19361    |
| 158 | Ненасељене приватне куће                                                                         | 4094     |
| 159 | Појединачна домаћинства за привремену употребу                                                   | 1460     |
| 160 | Становници у насељеним приватним кућама                                                          | 70346    |
| 161 | Насељеност станара у приватним становима                                                         | 3.67     |
| 162 | Просечно становника по соби у приватним насељеним домаћинствима                                  | 0.74     |
| 163 | Појединачна домаћинства са подовима од различитих материјала од земље                            | 18530    |
| 164 | Појединачна домаћинства у приземљу                                                               | 398      |
| 165 | Појединачна домаћинства са једном спаваћом собом                                                 | 3452     |
| 166 | Појединачна домаћинства са две спаваће собе и више                                               | 15612    |
| 167 | Појединачна домаћинства са једним собом                                                          | 273      |
| 168 | Појединачна домаћинства са две собе                                                              | 785      |
| 169 | Појединачна домаћинства са 3 собе и више                                                         | 17976    |
| 170 | Појединачна домаћинства која имају електрично светло                                             | 19068    |
| 171 | Појединачна домаћинства која немају електрично светло                                            | 21       |
| 172 | Појединачна домаћинства која имају водоводну воду у стамбеном простору                           | 18693    |
| 173 | Појединачна домаћинства која немају водоводну воду у стамбеном простору                          | 318      |
| 174 | Појединачна домаћинства која имају тоалет                                                        | 18961    |
| 175 | Појединачна домаћинства која имају канализацију                                                  | 18896    |
| 176 | Појединачна домаћинства која немају канализацију                                                 | 66       |
| 177 | Појединачна домаћинства која имају електрично светло, довод воде из јавне мреже и канализацију   | 18590    |
| 178 | Појединачна домаћинства без икаквих услова                                                       | 31       |
| 179 | Појединачна домаћинства која имају радио                                                         | 17513    |
| 180 | Појединачна домаћинства која имају телевизор                                                     | 18823    |
| 181 | Појединачна домаћинства која имају фрижидер                                                      | 18425    |
| 182 | Појединачна домаћинства која имају машину за веш                                                 | 16717    |
| 183 | Појединачна домаћинства која имају аутомобил или комби                                           | 15180    |
| 184 | Појединачна домаћинства која имају рачунар                                                       | 13244    |
| 185 | Појединачна домаћинства која имају фиксну телефонску линију                                      | 13434    |
| 186 | Појединачна домаћинства која имају мобилни телефон                                               | 17136    |
| 187 | Појединачна домаћинства која имају приступ интернету                                             | 11042    |
| 188 | Величина локације                                                                                | 10       |